# Zagórze (Wadowice)
Pour les articles homonymes, voir Zagórze.
Zagórze est une localité polonaise de la gmina de Mucharz, située dans le powiat de Wadowice en voïvodie de Petite-Pologne.